# Токарівка (Куп'янський район)
Токарі́вка — село в Україні, у Дворічанській селищній громаді Куп'янського району Харківської області. Населення становить 501 особа. До 2020 орган місцевого самоврядування — Токарівська сільська рада.

## Географія
Село Токарівка знаходиться за 3 км від витоків річки Вільшана, за 2 км від сіл Петрівське і Добролюбівка. Біля села невеликий садовий масив. За 2 км північніше знаходилося колишнє село Буряківка.

## Історія
1925 — дата заснування.
Під час організованого радянською владою Голодомору 1932—1933 років померло щонайменше 130 жителів села.
У 1932 році в Токарівці було знищено родину голови Токарівської селищної ради Скоробагатька. В 1932 році виконавця атентату було спіймано та засуджено до страти. Суд також звинуватив двох колишніх куркулів - Олександра та Єгора Кутарєвих, яким було присуджено, відповідно, смертну кару та 10 років позбавлення волі у виправно-трудових таборах.
12 червня 2020 року, відповідно до Розпорядження Кабінету Міністрів України  № 725-р «Про визначення адміністративних центрів та затвердження територій територіальних громад Харківської області», увійшло до складу Дворічанської селищної громади.
19 липня 2020 року, в результаті адміністративно - територіальної реформи та ліквідації Дворічанського району, село увійшло до складу Куп'янського району Харківської області.
Село тимчасово окуповане російськими військами 24 лютого 2022 року.

## Економіка
- В селі є молочно-товарна ферма.
- «Токарівське», сільськогосподарське ТОВ.
- Філія ТОВ «Лотуре-Агро».
- «Дружба», сільгосппідприємство.
- «Нива», сільськогосподарське ЗАТ.

## Об'єкти соціальної сфери
- Токарівський дитячий садок.
- Школа.
- Клуб.

## Відомі люди
Уродженцем села є Ковальов Олексій Федорович (1913—1987) — Герой Радянського Союзу.